# Tony Giammalva
Tony Giammalva, né le 21 avril 1958 à Houston, Texas, est un ancien joueur américain de tennis.

## Biographie
Il est le fils de Sammy Giammalva et le frère de Sammy Giammalva Jr, également joueurs de tennis professionnels.

## Palmarès

### Finale en simple messieurs
| No | Date       | Nom et lieu du tournoi | Catégorie | Dotation | Surface      | Vainqueur      | Score         |  |
| -- | ---------- | ---------------------- | --------- | -------- | ------------ | -------------- | ------------- |  |
| 1  | 14-07-1980 | Swedish Open, Båstad   |           | 75 000 $ | Terre (ext.) | Balázs Taróczy | 6-3, 3-6, 7-6 |  |

### Titres en double messieurs
| No | Date       | Nom et lieu du tournoi             | Catégorie  | Dotation  | Surface         | Partenaire         | Finalistes                      | Score         |  |
| -- | ---------- | ---------------------------------- | ---------- | --------- | --------------- | ------------------ | ------------------------------- | ------------- |  |
| 1  | 02-11-1982 | Baltimore WCT Baltimore            |            | 300 000 $ | Moquette (int.) | Anand Amritraj     | Vijay Amritraj Fred Stolle      | 7-5, 6-2      |  |
| 2  | 25-04-1983 | Robinson's Men's Tennis Open Tampa |            | 75 000 $  | Moquette (int.) | Steve Meister      | Eric Fromm Drew Gitlin          | 3-6, 6-1, 7-5 |  |
| 3  | 25-09-1983 | Island Holidays Pro Tennis Maui    | Grand Prix | 100 000 $ | Dur (ext.)      | Steve Meister      | Mike Bauer Scott Davis          | 6-3, 5-7, 6-4 |  |
| 4  | 15-10-1984 | Seiko Super Tennis Tokyo           |            | 300 000 $ | Moquette (int.) | Sammy Giammalva Jr | Mark Edmondson Sherwood Stewart | 7-6, 6-4      |  |

### Finales en double messieurs
| No | Date       | Nom et lieu du tournoi                   | Catégorie | Dotation  | Surface         | Vainqueurs                       | Partenaire         | Score         |          |
| -- | ---------- | ---------------------------------------- | --------- | --------- | --------------- | -------------------------------- | ------------------ | ------------- | -------- |
| 1  | 21-07-1980 | Tournoi de tennis des Pays-Bas Hilversum |           | 75 000 $  | Terre (ext.)    | Tom Okker Balázs Taróczy         | Buster Mottram     | 7-5, 6-3, 7-6 |          |
| 2  | 17-08-1981 | Atlanta Open Atlanta                     |           | 75 000 $  | Dur (ext.)      | Fritz Buehning Peter Fleming     | Sammy Giammalva Jr | 6-4, 4-6, 6-3 |          |
| 3  | 29-03-1982 | Tournoi de tennis de Francfort Francfort |           | 250 000 $ | Moquette (int.) | Steve Denton Mark Edmondson      | Tim Mayotte        | 6-7, 6-3, 6-3 |          |
| 4  | 10-05-1982 | Tournoi de tennis de Florence Florence   |           | 75 000 $  | Terre (ext.)    | Paolo Bertolucci Adriano Panatta | Sammy Giammalva Jr | 7-6, 6-1      |          |
| 5  | 12-06-1982 | WCT Zell am See Zell am See              |           | 300 000 $ | Terre (ext.)    | Wojtek Fibak Bruce Manson        | Sammy Giammalva Jr | 6-7, 6-4, 6-4 | Parcours |